# Paracelsus-Krankenhaus Unterlengenhardt
Das Paracelsus-Krankenhaus Unterlengenhardt ist ein Krankenhaus in Unterlengenhardt im nördlichen Schwarzwald. Die Klinik für Innere Medizin ist mit ihrem integrativen Therapiekonzept eines von fünf anthroposophischen Akutkrankenhäusern in Deutschland.

## Geschichte
Im Jahr 1912 wurde das Sanatorium Burghalde – gegenüber dem heutigen Krankenhaus gelegen – als Erholungsheim errichtet. Der österreichische Arzt und Anthroposoph Eugen Kolisko begann hier gemeinsam mit der Ärztin Helene von Grunelius im April 1935 mit einer ersten klinischen Tätigkeit im Sinne der Anthroposophischen Medizin. Sieben Monate später wurde die Anthroposophische Medizin in Deutschland verboten. 1942 wurde das Krankenhaus von den Nationalsozialisten beschlagnahmt und in ein Kinderheim umgewandelt. In der Nachkriegszeit wurden anthroposophische Behandlungen wieder möglich. Damit konnte auch das Sanatorium im April 1946 wieder eröffnet werden. Gretel Schopf, Tochter von Eduard Schopf, dem Gründer von Eduscho, war 1949 im Sanatorium Burghalde über Monate hinweg in Behandlung. Gemeinsam mit dem deutschen Arzt Walther Bühler, der sich in seinen Werken auf die anthroposophische Heilkunst berief, leitete Schopf 1956 den Neubau des ersten Teils der heutigen Klinik ein. Dafür stiftete sie einen großen Teil ihres Erbes und wirkte nach ihrer Genesung selbst im Krankenhaus mit. 1957 konnte das Paracelsushaus seinen Betrieb als Sanatorium aufnehmen und bis 1967 weiterführen. 1970 führten die Ärzte Hans-Bernhardt Andrae und Volker Bergengrün das Sanatorium Paracelsus-Haus als Paracelsushaus weiter. Im Jahr 1976 wurde die Planung und Errichtung eines Erweiterungsbaus initiiert. Nachdem Gretel Schopf zusammen mit ihrer Freundin Irmgard Koch und dem Arzt Herbert Siewecke 1969 den Verein „Stiftung Paracelsus-Krankenhaus“ gegründet hatte, übertrug sie dem Verein Haus und Grund des Paracelsus-Krankenhauses. Durch die Initiative und das Erbe von Gretel Schopf wurde 1978/79 die „Freie Studienstätte“ zur Forschung und Vertiefung der medizinischen, therapeutischen und pädagogischen Behandlungsmöglichkeiten geschaffen.

## Einrichtung
Das Paracelsus-Krankenhaus untersteht derzeit der Ärztlichen Leitung von Vorstand und Chefarzt Thomas Breitkreuz. Betrieben wird die Klinik heute vom Verein Paracelsus-Krankenhaus e. V. und der Paracelsus-Stiftung als Besitzerin von Grund und Boden. Die Klinik verfügt über 65 Betten. Im Bereich der Inneren Medizin werden schwerpunktmäßig Herz-Kreislauf- und Magen-Darm-Erkrankungen behandelt. In den vergangenen Jahren haben die ganzheitliche Behandlung von Rheuma, chronischen Schmerzen und Krebs sowie die Palliativmedizin an Bedeutung gewonnen und das Schwerpunktspektrum des Hauses erweitert.

## Therapiekonzept
Das im Hause gepflegte integrative Therapiekonzept erweitert die Schulmedizin durch die Aspekte und Methoden der Anthroposophischen Medizin. In diesem Zusammenhang werden unter anderem Wickel und Auflagen, Rhythmische Einreibungen und Rhythmische Massagen nach Wegman/Hauschka sowie Öldispersionsbäder vorgenommen. Anthroposophische Kunsttherapien wie Musik, Malen und Plastizieren sowie Heileurythmie gehören ebenfalls zum integrativen Behandlungskonzept. Mit der Klinik verbunden ist die Heileurythmie-Ausbildung Paracelsus-Zentrum e. V. Die Studierenden absolvieren Praktika im Paracelsus-Krankenhaus und nehmen an den Fortbildungen und Patientenbesprechungen teil. Darüber hinaus werden in der Klinik Ausbildungskurse für Ärzte durchgeführt, die sich für die Anwendung und Verordnung der Heileurythmie qualifizieren wollen.